# Афганский жестовый язык
Афганский жестовый язык (Afghan Sign, Afghan Sign Language, AFSL, Jalalabad Sign Language) — жестовый язык, который распространён среди глухих афганцев на следующих территориях Афганистана: Кабул, провинция Парван, Джелалабад и многие округа провинции Нангархар, провинция Лагман, города Кандагар, Герат, Бамиан, Мазари-Шариф (провинция Балх) и Файзабад (провинция Тахар). Подавляющее большинство говорящих на языке проживает в Кабуле и Джелалабаде. Также этот язык находится под влиянием американского жестового языка (Амслена), который используют иностранные рабочие в некоторых школах для глухих в Афганистане. По крайней мере, его преподают в трёх афганских школах для глухих, а также в обычных начальных и средних школах. Амслен ранее использовался в школах Джалалабада в течение нескольких лет, что, возможно, также оказало влияние на афганский жестовый язык.